# Trace mode
TRACE MODE (произносится «Трэ́йс мо́уд» или «Трэ́йс мо́д») — многоплатформенный программный комплекс класса SCADA HMI седьмого поколения от компании Адастра (Москва). С поддержкой технологий Индустрии 4.0. Создан в 1992 году. Предназначен для разработки программного обеспечения АСУТП, систем телемеханики, автоматизации зданий, систем учёта электроэнергии (АСКУЭ, АИИС КУЭ), воды, газа, тепла, а также для обеспечения их функционирования в реальном времени. Начиная с версии 4.20 (1995) TRACE MODE обладает функциями программирования промышленных контроллеров.

## Состав и структура TRACE MODE
TRACE MODE состоит из инструментальной системы и из набора исполнительных модулей (рантаймов). В Инструментальной системе создается набор файлов, который называется «проектом TRACE MODE». С помощью исполнительных модулей TRACE MODE проект АСУ запускается на исполнение в реальном времени на рабочем месте диспетчера или оператора.
Особенностью TRACE MODE является «технология единой линии программирования», то есть возможность разработки всех модулей АСУ при помощи одного инструмента. Технология единой линии программирования позволяет в рамках одного проекта создавать средства человеко-машинного интерфейса, системы учёта ресурсов, программировать промышленные контроллеры и разрабатывать web-интерфейс. Для этого в инструментальную систему TRACE MODE встроены специализированные редакторы (набор и названия редакторов в разных версиях могут отличаться):
- Редактор графических мнемосхем;
- Редактор экранных панелей;
- Редактор программ на визуальном языке FBD (стандарт МЭК 6-1131/3);
- Редактор программ на визуальном языке SFC (стандарт МЭК 6-1131/3);
- Редактор программ на визуальном языке LD (стандарт МЭК 6-1131/3);
- Редактор программ на процедурном языке ST (стандарт МЭК 6-1131/3);
- Редактор программ на процедурном языке IL (стандарт МЭК 6-1131/3);
- Редактор шаблонов документов;
- Построитель связей с СУБД;

## TRACE MODE 7
Текущая версия TRACE MODE 7 вышла 19 января 2023 г. TRACE MODE 7 - это 64-разрядный многоплатформенный программный продукт с поддержкой технологий Индустрии 4.0., написанный с использованием платформонезависимых технологий. TRACE MODE 7 написана на языке C++ как нативное приложение операционных систем, что обеспечивает ей высокую производительность. Система поддерживает до 4 тыс. серверов в едином проекте и может  обрабатывать в реальном времени до 4-х миллионов каналов. Минимальное время отображения сигнала составляет 50 мс, прохождения команды с экрана - 17 мс, открытия экрана - 30 мс.
TRACE MODE 7 состоит из инструментальной системы, исполнительных модулей (рантаймов) и опций к ним. Инструментальная система используется на рабочем месте разработчика АСУ (инженерная станция). В ней создается набор файлов, который называется проектом TRACE MODE (*.tmprj). С помощью исполнительных модулей TRACE MODE проект АСУ запускается на исполнение в реальном времени на серверах, АРМ оператора, на панелях и/или в контроллерах. 
Всего TRACE MODE 7 содержит четыре класса исполнительных модулей, которым соответствуют следующие группы продуктов: 
- RTM - Монитор реального времени (МРВ), Double Force МРВ (серверы реального времени и АРМ оператора в т.ч. с горячим резервированием);

- Logger - Глобальный регистратор, Глобальный регистратор дублированный (серверы архива в т.ч. с горячим резервированием); ;

- NetLink - NetLink (полнофункциональный клиент);

- EmbeddedRTM - Micro TRACE MODE (встраиваемый модуль для ПЛК);

Для этих групп доступны следующие опции, дополняющие функциональные характеристики продуктов:
- OPC - опция OPC DA/HAD/UA-СЕРВЕРА (для Linux только OPC UA). Доступ к данным МРВ TRACE MODE из ВНЕШНИХ приложений;
- MB -  опция СЕРВЕРА MODBUS TCP. Доступ к данным МРВ TRACE MODE из ВНЕШНИХ приложений.
- WEB - опция web-доступа к серверам TRACE MODE;
- EL -  опция драйверов электросчетчиков (готовится к выпуску);
- ADP - опция адаптивной самонастройки ПИД-регуляторов;
- REP - опция генерации документов МРВ TRACE MODE;
- COM - опция коммуникаций: SMS и e-mail;
- SQL - опция исполнения SQL-запросов в реальном времени;
- RA - опция REST API (доступ к отчету событий в т.ч. из SIEM);
- MQT - опция MQTT (промышленный интернет вещей IIoT).

В TRACE MODE 7 входят инструментальные системы двух линий - базовой и профессиональной. TRACE MODE 7 профессиональной линии - это коммерческий продукт, а базовой - бесплатный. Инструментальная система базовой линии содержит бесплатный исполнительный модуль - МРВ32. МРВ32 работает без ограничения времени, если в него загружен проект, не превышающий 32 источника и канала. В этих пределах и инструментальная система и исполнительный модуль TRACE MODE 7 абсолютно бесплатны. Бесплатный МРВ32 имеет поддержку промышленных протоколов и  MQTT и может использоваться для бесплатного исполнения систем с технологиями Индустрии 4.0.
| Название                  | Платф. | Тип    | Драйверы | OPC-клиент | HMI | Архив | Тревоги | Отчеты | Резерв. | Адапт.рег. | GPRS/SMS | ODBC | OPC-сервер | Web-сервер |
| МРВ                       | ПК     | Сервер | •        | •          | •   | o     | •       | o      | o       | o          | o        | •    | o          | o          |
| МРВ+                      | ПК     | Сервер | •        | •          | •   | •     | •       | o      | o       | o          | o        | •    | o          | o          |
| Док МРВ+                  | ПК     | Сервер | •        | •          | •   | •     | •       | •      | o       | o          | o        | •    | o          | o          |
| GSM МРВ+                  | ПК     | Сервер | •        | •          | •   | •     | •       | o      | o       | o          | •        | •    | o          | o          |
| Док GSM МРВ+              | ПК     | Сервер | •        | •          | •   | •     | •       | •      | o       | o          | •        | •    | o          | o          |
| Adaptive МРВ+             | ПК     | Сервер | •        | •          | •   | •     | •       | o      | o       | •          | o        | •    | o          | o          |
| Double Force МРВ+         | ПК     | Сервер | •        | •          | •   | •     | •       | o      | •       | o          | o        | •    | o          | o          |
| Double Force Doc GSM МРВ+ | ПК     | Сервер | •        | •          | •   | •     | •       | •      | •       | o          | •        | •    | o          | o          |
| OPC МРВ+                  | ПК     | Сервер | •        | •          | •   | •     | •       | o      | o       | o          | o        | •    | •          | o          |
| OPC ДокМРВ+               | ПК     | Сервер | •        | •          | •   | •     | •       | •      | o       | o          | o        | •    | •          | o          |
| NetLink Light             | ПК     | Клиент | o        | o          | •   | •     | •       | o      | •       | o          | o        | •    | o          | o          |
| DataCenter                | ПК     | Сервер | o        | o          | •   | o     | •       | •      | o       | o          | o        | o    | o          | •          |
| Micro TRACE MODE          | ПЛК    | Сервер | •        | o          | •   | •     | •       | o      | •       | •          | •        | o    | o          | o          |

## TRACE MODE 6
TRACE MODE 6 - это 32-разрядный многоплатформенный программный продукт. TRACE MODE 6 состоит из инструментальной системы и из набора исполнительных модулей (рантаймов). В Инструментальной системе создается набор файлов, который называется «проектом TRACE MODE». С помощью исполнительных модулей TRACE MODE проект АСУ запускается на исполнение в реальном времени на рабочем месте диспетчера или оператора.
Исполнительные модули TRACE MODE имеют разные функции в зависимости от их роли в АСУ ТП. Основными исполнительными модулями шестой версии программы являются:
- Монитор реального времени — МРВ;
- Монитор реального времени+ — МРВ+;
- Монитор реального времени+ с сервером документирования — ДокМРВ+;
- Double Force МРВ+ — 2 МРВ+ с горячим резервированием;
- Монитор реального времени+ с поддержкой GSM/GPRS — GSM МРВ+;
- Клиентский модуль NetLink Light;
- Веб-сервер TRACE MODE — TRACE MODE DataCenter;
- Исполнительные модули для промышленных контроллеров — Micro TRACE MODE;
- и т. д.''

Основные функции исполнительных модулей TRACE MODE показаны в таблице.
Все программные продукты TRACE MODE делятся на две линии — профессиональную и базовую. Программы базовой и профессиональной линий имеют различные форматы файлов проекта. Инструментальная система базовой линии бесплатна.

## Поддерживаемое оборудование
TRACE MODE содержит библиотеку бесплатных драйверов к более чем 2500 промышленным контроллерам (ПЛК), платам ввода-вывода и счетчикам электроэнергии и ресурсов. Эти драйверы доступны также и в бесплатной, базовой версии TRACE MODE. В TRACE MODE поддерживаются следующие стандартные протоколы:
- BACnet/IP
- DCON
- DeviceNet
- IEC 60870-5-101
- IEC 60870-5-104
- IEC 61107-2001
- Hart
- HOST-Link
- M-BUS
- Melsec
- Modbus RTU
- Modbus TCP/IP
- PPI
- NMEA 0183
- SNMP
- и т. д.

## История версий
- 1992 — 1, 2, 3, 3.01  MS DOS
- 1993 — 4.0 MS DOS
- 1994 — 4.10 MS DOS
- 1996 — 4.20 MS DOS, Windows 3.11
- 1998 — 5.0 Windows NT
- 1999 — 5.04 Windows NT
- 2000 — 5.05, 5.06 Windows NT
- 2001 — 5.08 Windows NT
- 2002 — 5.09, 5.11 Windows 2000
- 2003 — 5.12, 5.14 Windows 2000
- 2004 — 5.15, 6.0 Windows 2000, XP
- 2005 — 6.01, 6.02 Windows XP, Windows CE
- 2006 — 6.03, 6.04 6.05 Windows XP, Windows CE
- 2008 — 6.06 Windows XP, Windows CE
- 2009 — 6.06.2 Windows XP, Windows CE
- 2010 — 6.07 Windows XP, Windows CE
- 2011 — 6.07.7 Windows XP, Windows 7, Windows CE
- 2012 — 6.08 Windows 7, Windows XP, Windows CE
- 2013 — 6.09 Windows 7, Windows XP, Windows CE, Linux
- 2014 — 6.09.2 Windows 8.1, Windows XP, Windows CE, Linux
- 2015 — 6.10 Windows 8.1, Windows XP, Windows CE, Linux
- 2016 — 6.10.1 Windows 8.1, Windows XP, Windows CE, Linux
- 2017 — 6.10.2 Windows 10, Windows XP, Windows CE, Linux
- 2023 — 7.00 Windows 10, Windows Embedded, Android, iOS, i86, x64
- 2023 — 7.1 Windows 10, Astra Linux 1.7.4, ALT Linux 10.2, РЕД ОС Линукс 7.3.3, Windows Embedded, Android, iOS, i86, x64
- 2024 — 7.104 Windows 11, Windows 10, Astra Linux 1.8.1.6 и 1.7.6.14, ALT Linux 10.4, РЕД ОС Линукс 8.0 и 7.3.5, Windows Embedded, Android, iOS, i86, x64
- 2025 — 7.105 Windows 11, Windows 10 и серверные аналоги, Astra Linux 1.8.1.6 и 1.7.6.14, ALT Linux 10.4, РЕД ОС Линукс 8.0 и 7.3.5, Windows Embedded, Android, iOS, i86, x64